# Red Devil
Red Devil és una concentració de població designada pel cens dels Estats Units a l'estat d'Alaska. Segons el cens del 2000 tenia 48 habitants.

## Demografia
Segons el cens del 2000, Red Devil tenia 48 habitants, 17 habitatges, i 12 famílies La densitat de població era de 0,8 habitants/km².
Dels 17 habitatges en un 35,3% hi vivien nens de menys de 18 anys, en un 47,1% hi vivien parelles casades, en un 17,6% dones solteres, i en un 29,4% no eren unitats familiars. En el 29,4% dels habitatges hi vivien persones soles el 29,4% de les quals corresponia a persones de 65 anys o més que vivien soles. El nombre mitjà de persones vivint en cada habitatge era de 2,82 i el nombre mitjà de persones que vivien en cada família era de 3,33.
Per edats la població es repartia de la següent manera: un 41,7% tenia menys de 18 anys, un 2,1% entre 18 i 24, un 18,8% entre 25 i 44, un 29,2% de 45 a 60 i un 8,3% 65 anys o més.
L'edat mediana era de 38 anys. Per cada 100 dones de 18 o més anys hi havia 100 homes.
La renda mediana per habitatge era de 10.938 $ i la renda mediana per família de 25.417 $. Els homes tenien una renda mediana de 0 $ mentre que les dones 0 $. La renda per capita de la població era de 5.516 $. Aproximadament el 33,3% de les famílies i el 40,9% de la població estaven per davall del llindar de pobresa.

## Poblacions més properes
El següent diagrama mostra les poblacions més properes.